# Grand Prix-wegrace van Spanje 1965
De Grand Prix-wegrace van Spanje 1965 was de derde Grand Prix van het wereldkampioenschap wegrace voor motorfietsen in het seizoen 1965. De races werden verreden op 9 mei op het Circuito de Montjuïc, een stratencircuit bij de berg Montjuïc ten zuidwesten van Barcelona. In deze Grand Prix kwamen de 250cc-, 125cc-, 50cc- en de zijspanklasse aan de start.

## 250cc-klasse
In Spanje was Jim Redman nog niet helemaal fit en Phil Read kon met enig gemak winnen vóór Ramón Torras en Mike Duff. De enige die Read kon bedreigen was Tarquinio Provini met de Benelli 250 4C, maar tegen het einde van de race viel hij toch wat terug en uiteindelijk remde hij zichzelf onderuit waardoor hij de strijd moest staken.

### Uitslag 250cc-klasse
| Pos | Coureur        | Merk      | Tijd       | Pnt |
| --- | -------------- | --------- | ---------- | --- |
| 1   | Phil Read      | Yamaha    | 1:04"03'27 | 8   |
| 2   | Ramón Torras   | Bultaco   | +2"56'27   | 6   |
| 3   | Mike Duff      | Yamaha    | +1 ronde   | 4   |
| 4   | Derek Woodman  | MZ        | +1 ronde   | 3   |
| 5   | Kevin Cass     | Cotton    | +3 ronden  | 2   |
| 6   | Alberto Pagani | Aermacchi | +3 ronden  | 1   |
| 7   | Guinness Smyth | Bultaco   | +3 ronden  |     |

### Niet gefinisht
| Coureur             | Merk          | Oorzaak |
| ------------------- | ------------- | ------- |
| Jack Ahearn         | Cotton        |         |
| Dieter Krumpholz    | MZ            |         |
| Heinz Rosner        | MZ            |         |
| Klaus Enderlein     | MZ            |         |
| Ernst Degner        | Suzuki        |         |
| Martin Schneider    | Lube          |         |
| Jorge Sirera        | Montesa       |         |
| José Maria Busquets | Montesa       |         |
| José Medrano        | Bultaco       |         |
| Ramiro Blanco       | Bultaco       |         |
| Ricardo Fargas      | Ducati        |         |
| Frank Perris        | Suzuki        |         |
| Rex Avery           | Bultaco       |         |
| Bruno Spaggiari     | Ducati        |         |
| Tarquinio Provini   | Benelli       | Val     |
| Ginger Molloy       | Bultaco       |         |
| Graham Dickson      | Bultaco       |         |
| Bruce Beale         | Honda         |         |
| Jim Redman          | Honda         |         |
| Keith Gordon        | Royal Enfield |         |

### Niet deelgenomen
| Coureur             | Merk      | Oorzaak |
| ------------------- | --------- | ------- |
| Barry Smith         | Bultaco   |         |
| František Šťastný   | Jawa      |         |
| Günter Beer         | Honda     |         |
| Alain Barbaroux     | Aermacchi |         |
| Jean-Claude Guénard | Bultaco   |         |
| Bill Ivy            | Yamaha    |         |
| Bob Coulter         | Bultaco   |         |
| David Williams      | Mondial   |         |
| Mike Hailwood       | Honda     | [ 1 ]   |
| Ralph Bryans        | Honda     |         |
| Gilberto Milani     | Aermacchi |         |
| Giuseppe Visenzi    | Aermacchi |         |
| Remo Venturi        | Benelli   |         |
| Silvio Grassetti    | Morini    |         |
| Hiroshi Hasegawa    | Yamaha    |         |
| Isamu Kasuya        | Honda     |         |
| Yoshimi Katayama    | Suzuki    |         |
| John Buckner        | Yamaha    | [ 2 ]   |
| Gosuke Yamashita    | Honda     |         |

### Top tien tussenstand 250cc-klasse
| Pos | Coureur             | Merk      | Pnt |
| --- | ------------------- | --------- | --- |
| 1   | Phil Read           | Yamaha    | 24  |
| 2   | Mike Duff           | Yamaha    | 16  |
| 3   | Ramón Torras        | Bultaco   | 10  |
| 4   | Silvio Grassetti    | Morini    | 4   |
| 5   | Frank Perris        | Suzuki    | 3   |
| 5   | Giuseppe Visenzi    | Aermacchi | 3   |
| 5   | Derek Woodman       | MZ        | 3   |
| 8   | Günter Beer         | Honda     | 2   |
| 8   | José Maria Busquets | Montesa   | 2   |
| 8   | Kevin Cass          | Cotton    | 2   |

## 125cc-klasse
Ook in Spanje vielen de Honda 2RC 146's uit en de eerste twee plaatsen waren weer voor Hugh Anderson en Frank Perris. Op de derde plaats eindigde Derek Woodman met een MZ.
| Pos | Coureur         | Merk    | Tijd      | Pnt |
| --- | --------------- | ------- | --------- | --- |
| 1   | Hugh Anderson   | Suzuki  | 54"33'80  | 8   |
| 2   | Frank Perris    | Suzuki  | +21'50    | 6   |
| 3   | Derek Woodman   | MZ      | +1"32'66  | 4   |
| 4   | Bruno Spaggiari | Ducati  | +1 ronde  | 3   |
| 5   | Klaus Enderlein | MZ      | +1 ronde  | 2   |
| 6   | Arthur Fegbli   | Honda   | +1 ronde  | 1   |
| 7   | Mauricio Aschl  | Bultaco | +1 ronde  |     |
| 8   | Bruce Beale     | Honda   | +2 ronden |     |
| 9   | Kevin Cass      | Bultaco | +2 ronden |     |

| Coureur              | Merk        | Oorzaak |
| -------------------- | ----------- | ------- |
| Luigi Taveri         | Honda       |         |
| Dieter Krumpholz     | MZ          |         |
| Heinz Rosner         | MZ          |         |
| Ernst Degner         | Suzuki      |         |
| Hans Georg Anscheidt | MZ-Kreidler |         |
| Martin Schneider     | Lube        |         |
| Peter Eser           | Honda       |         |
| Ángel Nieto          | Derbi       |         |
| José Medrano         | Bultaco     |         |
| Ramiro Blanco        | Bultaco     |         |
| Ramón Torras         | Bultaco     |         |
| Salvador Cañellas    | C.K.        |         |
| Ralph Bryans         | Honda       |         |
| Rex Avery            | EMC         |         |
| Ginger Molloy        | Bultaco     |         |

| Coureur             | Merk    | Oorzaak    |
| ------------------- | ------- | ---------- |
| Mike Duff           | Yamaha  | Teambeleid |
| František Boček     | ČZ      |            |
| Jochen Leitert      | MZ      |            |
| Jürgen Lenk         | MZ      |            |
| Roland Rentzsch     | MZ      |            |
| Walter Scheimann    | Honda   |            |
| Bill Ivy            | Yamaha  | Teambeleid |
| Phil Read           | Yamaha  | Teambeleid |
| Tommy Robb          | Bultaco |            |
| Giuseppe Visenzi    | Honda   |            |
| Hironori Matsushima | Yamaha  | Teambeleid |
| Yasuharu Yuzawa     | Honda   |            |
| Yoshimi Katayama    | Suzuki  |            |
| Bo Gehring          | Bultaco | [ 2 ]      |
| Jeff Tate           | Honda   | [ 2 ]      |
| Rick Schell         | Honda   | [ 2 ]      |

### Top tien tussenstand 125cc-klasse
| Pos | Coureur          | Merk    | Pnt |
| --- | ---------------- | ------- | --- |
| 1   | Hugh Anderson    | Suzuki  | 24  |
| 2   | Frank Perris     | Suzuki  | 16  |
| 3   | Ernst Degner     | Suzuki  | 9   |
| 4   | Derek Woodman    | MZ      | 6   |
| 5   | Ramón Torras     | Bultaco | 4   |
| 6   | Rick Schell      | Honda   | 3   |
| 6   | Bruno Spaggiari  | Ducati  | 3   |
| 8   | Jeff Tate        | Honda   | 2   |
| 8   | Klaus Enderlein  | MZ      | 2   |
| 10  | Bo Gehring       | Bultaco | 1   |
| 10  | Walter Scheimann | Honda   | 1   |
| 10  | Arthur Fegbli    | Honda   | 1   |

## 50cc-klasse
In Spanje deed José Maria Busquets het opnieuw goed met de Derbi: hij werd derde, maar Hugh Anderson won met zijn Suzuki RK 65 en Ralph Bryans werd met de Honda RC 114 tweede.
| Pos | Coureur              | Merk     | Tijd     | Pnt |
| --- | -------------------- | -------- | -------- | --- |
| 1   | Hugh Anderson        | Suzuki   | 30"38'08 | 8   |
| 2   | Ralph Bryans         | Honda    | +3'93    | 6   |
| 3   | José Maria Busquets  | Derbi    | +16'50   | 4   |
| 4   | Luigi Taveri         | Honda    | +38'27   | 3   |
| 5   | Hans Georg Anscheidt | Kreidler | +1"26'25 | 2   |
| 6   | Barry Smith          | Derbi    | +1"29'99 | 1   |
| 7   | Mitsuo Itoh          | Suzuki   | +1 ronde |     |

| Coureur           | Merk     | Oorzaak |
| ----------------- | -------- | ------- |
| Kevin Cass        | Derbi    |         |
| Ernst Degner      | Suzuki   |         |
| Peter Eser        | Honda    |         |
| Ángel Nieto       | Derbi    |         |
| Ramón Torras      | Kreidler |         |
| Salvador Cañellas | Derbi    |         |
| Jacques Roca      | Derbi    |         |
| Graham Dickson    | Derbi    |         |

| Coureur          | Merk     | Oorzaak |
| ---------------- | -------- | ------- |
| Charlie Mates    | Honda    |         |
| Ian Plumridge    | Derbi    |         |
| Leslie Griffiths | Honda    |         |
| Akira Itoh       | Honda    |         |
| Haruo Koshino    | Suzuki   |         |
| Michio Ichino    | Suzuki   |         |
| Cees van Dongen  | Kreidler |         |
| Gastón Biscia    | Suzuki   |         |

### Top tien tussenstand 50cc-klasse
| Pos | Coureur              | Merk     | Pnt |
| --- | -------------------- | -------- | --- |
| 1   | Hugh Anderson        | Suzuki   | 18  |
| 2   | Ralph Bryans         | Honda    | 14  |
| 3   | Luigi Taveri         | Honda    | 9   |
| 4   | Ernst Degner         | Suzuki   | 8   |
| 5   | Michio Ichino        | Suzuki   | 4   |
| 5   | José Maria Busquets  | Derbi    | 4   |
| 7   | Mitsuo Itoh          | Suzuki   | 3   |
| 7   | Haruo Koshino        | Suzuki   | 3   |
| 7   | Hans Georg Anscheidt | Kreidler | 3   |
| 10  | Ángel Nieto          | Derbi    | 2   |
| 10  | Jacques Roca         | Derbi    | 2   |

## Zijspanklasse
In Spanje wonnen Max Deubel en Emil Hörner, maar Fritz Scheidegger/John Robinson deden het toch weer goed met een tweede plaats en Arsenius Butscher/Wolfgang Kalauch werden weer derde.
| Pos | Coureur           | Bakkenist        | Merk      | Tijd      | Pnt |
| --- | ----------------- | ---------------- | --------- | --------- | --- |
| 1   | Max Deubel        | Emil Hörner      | BMW       | 57"46'53  | 8   |
| 2   | Fritz Scheidegger | John Robinson    | BMW       | +13'98    | 6   |
| 3   | Arsenius Butscher | Wolfgang Kalauch | BMW       | +59'21    | 4   |
| 4   | Otto Kölle        | Heinz Marquardt  | BMW       | +1"22'92  | 3   |
| 5   | Georg Auerbacher  | Peter Rykers     | BMW       | +1 ronde  | 2   |
| 6   | Barry Thompson    | Richard Bradley  | BMW       | +3 ronden | 1   |
| 7   | R.H. Egalton      | Onbekend         | Matchless | +3 ronden |     |
| 8   | Harald Wohlfart   | Armgard Neumann  | BMW       | +7 ronden |     |

| Coureur             | Passeggero     | Merk   | Oorzaak |
| ------------------- | -------------- | ------ | ------- |
| Colin Seeley        | Wally Rawlings | BMW    |         |
| Hans-Peter Hubacher | Onbekend       | BMW    |         |
| Florian Camathias   | Franz Ducret   | BMW    |         |
| Bill Boswerger      | John Mawby     | BMW    |         |
| John Sweet          | Geoff Beaujeux | Norton |         |

| Coureur               | Bakkenist       | Merk      | Oorzaak |
| --------------------- | --------------- | --------- | ------- |
| August Wolf           | Lothar Ronsdorf | BMW       |         |
| Fred Huber            | Josef Huber     | BMW       |         |
| Heinz Luthringshauser | Hermann Hahn    | BMW       |         |
| Siegfried Schauzu     | Horst Schneider | BMW       |         |
| Charlie Freeman       | Billie Nelson   | Norton    |         |
| Chris Vincent         | Terry Harrison  | BMW       |         |
| Pip Harris            | Ray Campbell    | BMW       |         |
| Trevor Davies         | John Gauge      | Matchless |         |
| Giuseppe Dal-Toe      | Aldo Ramoli     | BMW       |         |

### Top tien tussenstand zijspanklasse
| Pos | Coureur           | Bakkenist        | Merk      | Pnt |
| --- | ----------------- | ---------------- | --------- | --- |
| 1   | Fritz Scheidegger | John Robinson    | BMW       | 14  |
| 2   | Arsenius Butscher | Wolfgang Kalauch | BMW       | 8   |
| 2   | Max Deubel        | Emil Hörner      | BMW       | 8   |
| 4   | Siegfried Schauzu | Horst Schneider  | BMW       | 6   |
| 5   | Otto Kölle        | Heinz Marquardt  | BMW       | 3   |
| 5   | August Wolf       | Lothar Ronsdorf  | BMW       | 3   |
| 7   | Georg Auerbacher  | Peter Rykers     | BMW       | 2   |
| 7   | Fred Huber        | Josef Huber      | BMW       | 2   |
| 9   | Trevor Davies     | John Gauge       | Matchless | 1   |
| 9   | Barry Thompson    | Richard Bradley  | BMW       | 1   |

1950 · 1951 · 1952 · 1953 · 1954 · 1955 · 1957 · 1958 · 1959 · 1960 · 1961 · 1962 · 1963 · 1964 · 1965 · 1966 · 1967 · 1968 · 1969 · 1970 · 1971 · 1972 · 1973 · 1974 · 1975 · 1976 · 1977 · 1978 · 1979 · 1980 · 1981 · 1982 · 1983 · 1984 · 1985 · 1986 · 1987 · 1988 · 1989 · 1990 · 1991 · 1992 · 1993 · 1994 · 1995 · 1996 · 1997 · 1998 · 1999 · 2000 · 2001 · 2002 · 2003 · 2004 · 2005 · 2006 · 2007 · 2008 · 2009 · 2010 · 2011 · 2012 · 2013 · 2014 · 2015 · 2016 · 2017 · 2018 · 2019 · 2020 · 2021 · 2022 · 2023 · 2024 · 2025